# 特洛伊·凯珀
特洛伊·凯珀（英語：Troy Kepper，1982年2月22日—），美国男子赛艇运动员。他曾代表美国参加2007年泛美运动会赛艇比赛，获得男子八人单桨有舵手金牌。